# Iglesia de la Concepción (La Orotava)
La parroquia matriz de Nuestra Señora de la Concepción es la mejor muestra del barroco en Canarias (España). Se encuentra en la Villa de La Orotava, en la isla de Tenerife. Es uno de los templos más fastuosos de la isla, razón por la cual es llamada popularmente la "Basílica o Catedral de La Orotava" por su composición y dimensiones, pese a no ser ninguna de estas. Su elemento más característico es su cúpula, cuyo diseño está inspirado en la cúpula de la Catedral de Florencia en Italia.
El templo es desde el 18 de junio de 1948, Monumento Histórico-Artístico Nacional. Es, por tanto, bien de interés cultural con la categoría de monumento.

## Historia

### SigloXV
Al finalizar la conquista de Tenerife se inició la construcción de una ermita al noreste del Valle de La Orotava, dedicada a la Inmaculada Concepción de la Virgen María, bajo la protección del obispo de Canarias don Diego de Muros

### SigloXVI
Tras finalizar la conquista, los primeros pobladores castellanos comenzaron a asentarse alrededor de la ermita, mediante la distribución de las tierras realizadas por Alonso Fernández de Lugo. El 10 de enero de 1502 tuvo lugar el reparto más importante, considerándose el inicio de la fundación del lugar de La Orotava. En 1503, con el aumento de la población, la ermita es erigida como curato por parte del obispo don Diego de Muros, siendo el presbítero D. Pedro de Parce. Durante este año se crea la Hermandad Sacramental. En 1514, el templo es declarado parroquia filial de la Parroquia Matriz del Apóstol Santiago del Realejo Alto y comienzan los trabajos de ampliación de la ermita, convirtiéndose en iglesia en 1516. 
El 5 de diciembre de 1532 se le concede a la iglesia un beneficio eclesiástico. Así, años más tarde, comienzan de nuevo las obras de ampliación para añadirle dos capillas laterales a la nave principal, proyectadas y ejecutadas por el maestro cantero García de Velasco. Años más tarde, en 1587, llega al templo desde el Hospital de la Santísima Trinidad una de sus obras más antiguas: el Cristo de la Misericordia, obra de Rui Díaz de 1585 encargada por la Cofradía de la Santa Vera Cruz y Misericordia.

### 

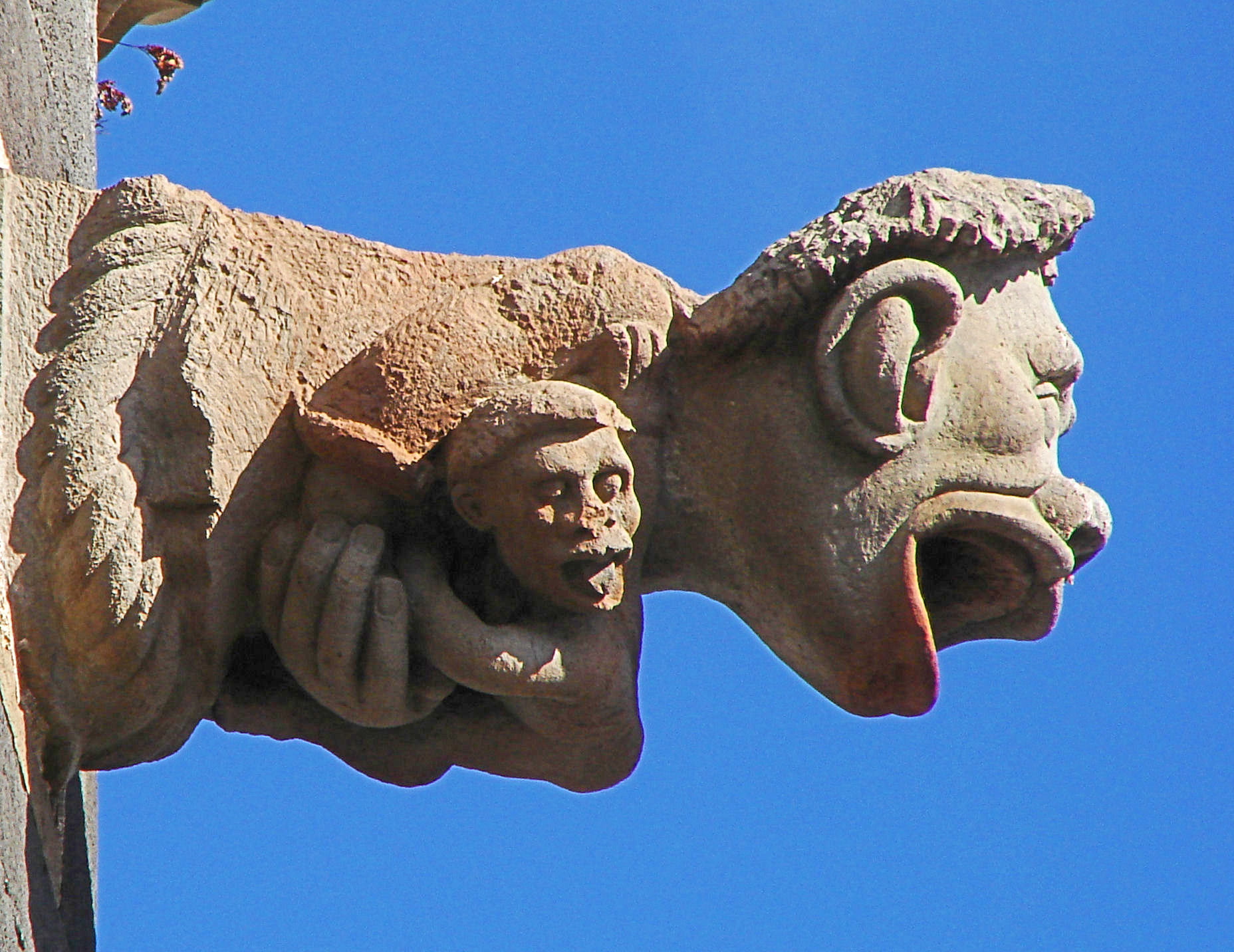
Gárgola situada en la fachada

### SigloXVII

#### División del Beneficio
Durante esta centuria el beneficio de La Orotava se separó tras la creación de nuevas parroquias: Santa Úrsula (1614), Nuestra Señora de la Peña de Francia (1631) y la de San Juan Bautista (1681), esta última en la misma Villa y barrio de El Farrobo. También durante este siglo el rey Felipe IV le concede a La Orotava el título de Villa (1648).

#### Modificaciones y ampliación de la Iglesia
En 1605 el Obispo d. Francisco Martínez ordena cambiar la orientación de la puerta principal de la iglesia hacia la Plaza de las Monjas (actualmente Plaza Patricio García. Este mismo año se termina el primitivo retablo de la capilla mayor, obra del escultor Pedro de Artacho Arbolanche. En 1637 finalizan las obras de la antigua torre campanario. El escultor de Garachico Blas García Ravelo realiza la imagen del Cristo Predicador en 1667 y, años más tarde, tras su fallecimiento el 19 de octubre de 1680 sería enterrado en la iglesia. 
En 1689 comienza a levantarse el Retablo de la Inmaculada, obra de Lázaro González de Ocampo y Gabriel de la Mata, siendo finalizado e instalado en la capilla mayor del primitivo templo en 1691. En 1700 acaban los trabajos de ampliación del templo, al añadirle capillas a las naves principales.

### SigloXVIII

#### Fieles al voto
Del 24 de diciembre de 1704 al 27 de marzo de 1705, en La Orotava se sienten varios terremotos ocasionados por la erupción del volcán de Güímar, que dañarán seriamente a la iglesia de La Concepción. Una vez finalizados los temblores, el Ayuntamiento hace voto solemne de asistir, a perpetuidad, a la celebración anual en honor a la Virgen de Candelaria y sufragar sus gastos. 

#### La ruina del templo
En 1728 la iglesia muestra un grave deterioro, realizándose diversos trabajos de reparación que volverán a repetirse en 1739. Tras varios derrumbamientos parciales en 1753 y el apuntalamiento del edificio, en 1758 se solicita al Consejo de Indias ayuda económica para la construcción de un nuevo templo, al ser la parroquia de patronato real. Se aprobó la edificación de una nueva iglesia tras declararse la primitiva en ruina total. 
El capitán Alonso de LLarena y Carrasco, director junto a Juan Antonio de Urtusáustegui y Lugo Viña, de la Junta de Fábrica, fue el primer director de la obra de construcción del nuevo templo. Así, en 1755 se encomienda al prestigioso ingeniero militar Francisco Gozar la proyección de una iglesia de mayor dimensiones que la anterior, para ser edificada en La Orotava. El ingeniero diseñó dos planos, uno de cubierta de artesonado y otro con bóvedas (este último se conserva en el Archivo Histórico Nacional), evaluando el coste en 64 682 pesos.
El comandante general don Juan de Urbina remitió el plano al Consejo de Castilla en 1756. Sin embargo, debido a la demora del proyecto, ya que el 7 de agosto de 1769 el Consejo Real informara sobre el proyecto de Gozar al insigne arquitecto Ventura Rodríguez, es solicitado al maestro Patricio García planificar una nueva iglesia y dirigir las obras.

#### La nueva iglesia

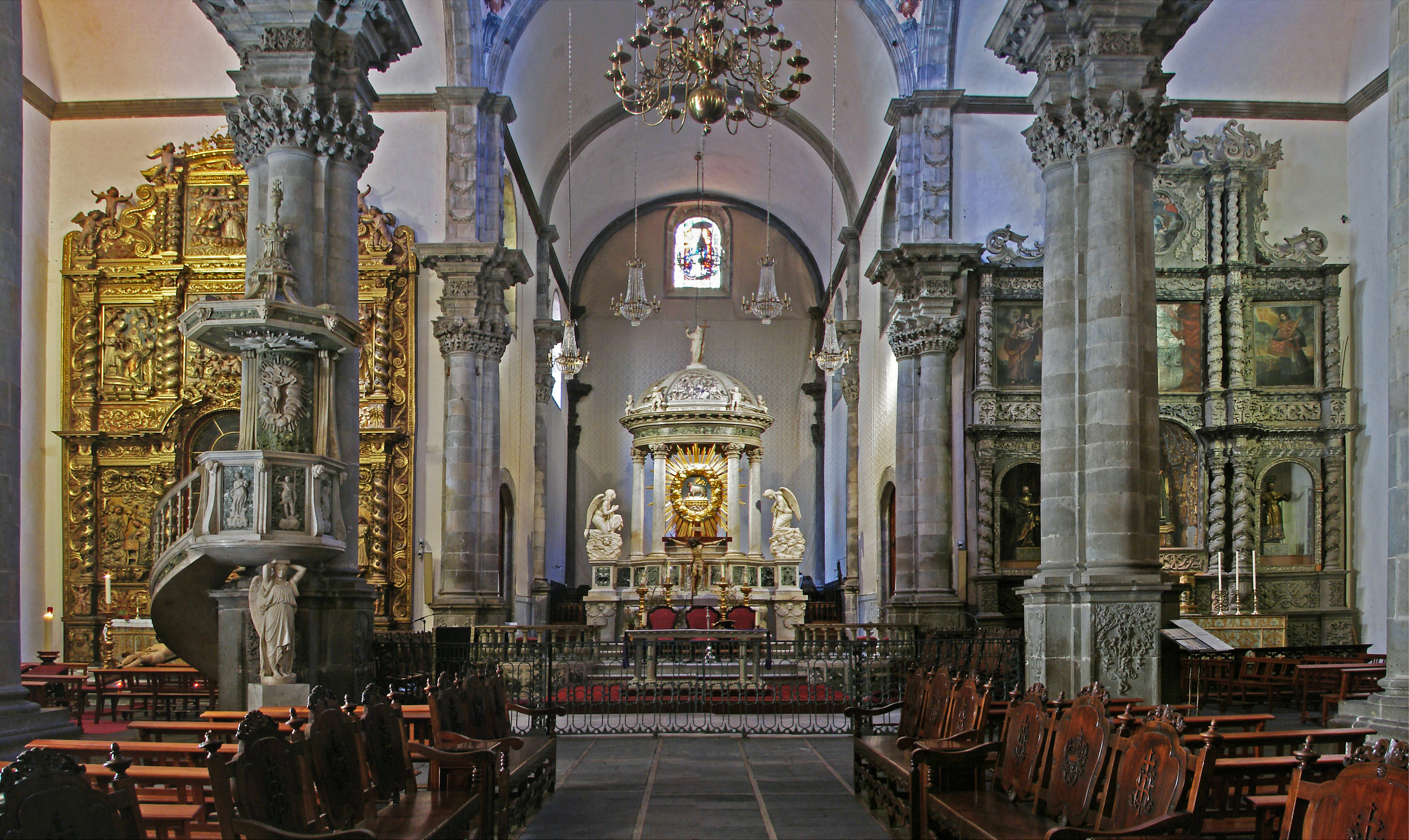
Interior de la Iglesia de la Concepción

En 1768 se acordó la demolición de la vieja parroquia, comenzando esta tarea el 27 de junio. Se realizó con tanta rapidez que el 11 de diciembre del mismo año el obispo Venegas pudo colocar la primera piedra bajo la puerta oriental. La construcción del nuevo templo se llevó a cabo entre 1768 y 1778, salvo las cubiertas. 
El nuevo edificio se fue levantando simultáneamente en su exterior e interior. Su fachada es un alarde de barroquismo tardío. Lo más destacado de ella es el basamento del balcón central de rejería, obra tallada por Patricio García. 
Patricio García tuvo que rendir cuentas el 18 de septiembre de 1775, pues los recursos económicos se veían escasos para continuar las obras al mismo ritmo. Por ello, se realiza una segunda petición al rey Carlos III. La Cámara de Castilla acordó la previa rendición de cuentas y más tarde, que la documentación pasase a dictamen del arquitecto mayor Ventura Rodríguez. Sin embargo, don Ventura no tuvo cuidado al leer el informe de Patricio García, dando la iglesia de La Orotava por apenas iniciada cuando estaba en gran parte conclusa. Así, el 4 de febrero de 1784 proyecta una pequeña basílica neoclásica. El envío del informe y el nuevo proyecto a la Real Audiencia de Canarias se demoró hasta 1787, fecha en la que el templo se hallaba ya casi terminado.
El templo fue inaugurado con gran solemnidad el 7 de diciembre de 1788 por el obispo de Canarias, don Antonio Martínez de la Plaza.

### SigloXIX
Durante esta centuria se adaptó el interior del templo al estilo neoclásico imperante en Europa. De esta manera, se trajo de Génova el templete del Tabernáculo y el púlpito, ambas obras de Giuseppe Gaggini, y la bella talla de la Inmaculada Concepción de Angelo Olivari, así como la verja de hierro para delimitar el presbiterio, realizada en Londres en 1822. 
El escultor orotavense Fernando Estévez también llevará a cabo los encargos para renovar la mayor parte de la estatuaria destacando, sobre todo, el grupo escultórico de San Pedro Apóstol (ca. 1820). Con la Desamortización de Mendizábal de 1835, la Parroquia de La Concepción adquiere numerosas obras artísticas provenientes de los conventos clausurados. 
La iglesia de La Concepción es consagrada solemnemente por el II Obispo de Tenerife, don Ildefonso Infantes y Macías, el 13 de julio de 1879

### SigloXX

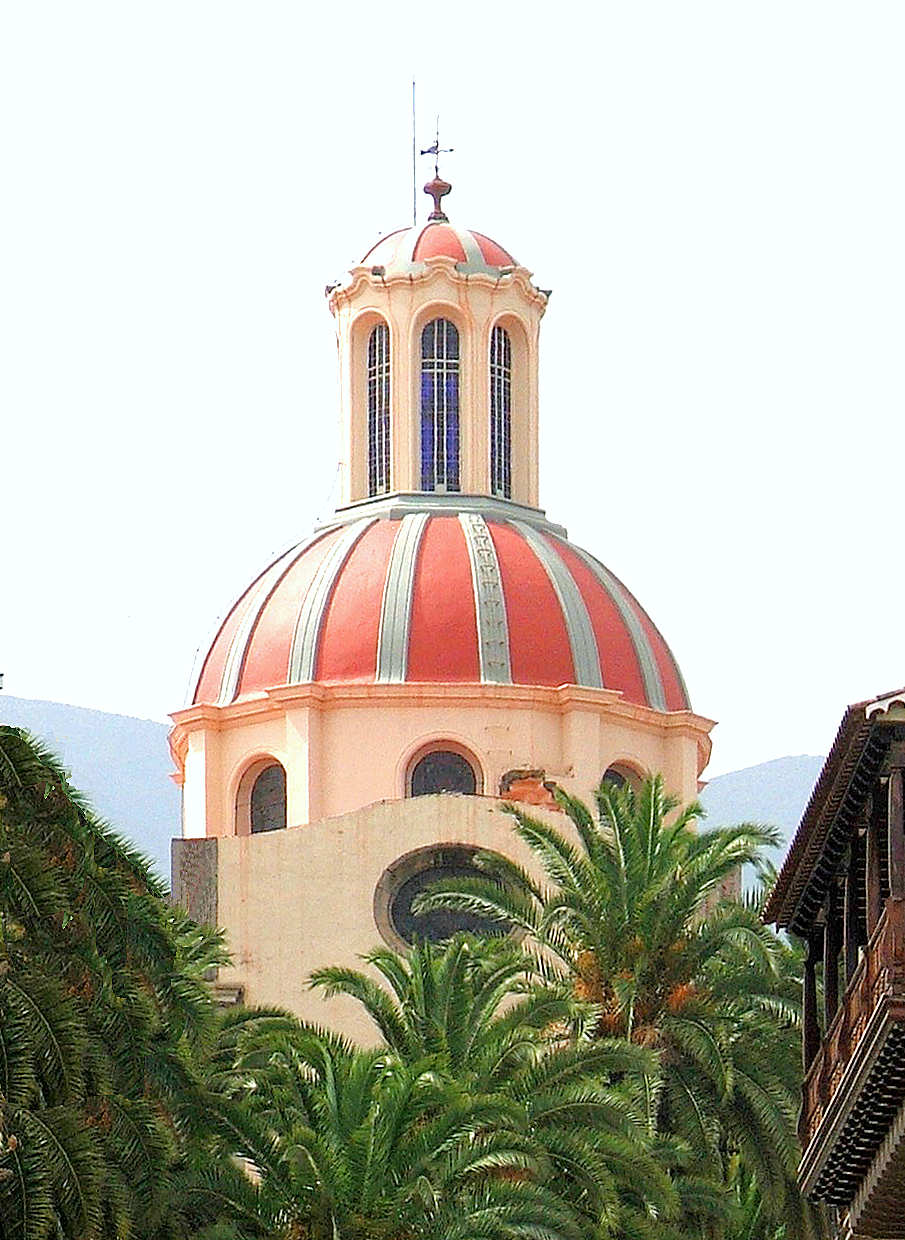
Cúpula de La Concepción

El siglo comienza con la visita del rey Alfonso XIII a Canarias en 1906, visitando La Orotava y la Parroquia de La Concepción el 28 de marzo. El mismo año, el monarca otorga a La Orotava el título de Muy Noble y Leal. Unos años más tarde, el 19 de junio de 1910, la Villa y el Templo Matriz serían visitados de nuevo por la infanta doña Isabel de Borbón y Borbón. A finales de siglo serán visitados de nuevo por los príncipes don Juan Carlos de Borbón y doña Sofía de Grecia, anteriores reyes de España, el 2 de marzo de 1973.
Se llevan a cabo una serie de reformas en el templo, entre las que destacan las obras para reforzar el cimborrio en 1913, provocando la desaparición de los frescos de las bóvedas (quedando solo los de las cuatro pechinas) y la colocación de las vidrieras de colores traídas de Zaragoza, la dotación al templo de iluminación eléctrica y la instalación del órgano alemán donado por doña María del Pilar Casañas, en 1914.
El templo es declarado por el gobierno español Monumento Histórico-Artístico de categoría nacional el 18 de junio de 1948. Asimismo, es cerrado el 12 de abril de 1998 para proceder a su restauración, trasladándose la parroquia matriz a la iglesia de San Agustín. El 8 de junio de 1999 es reabierto con gran solemnidad por el Obispo de Tenerife don Felipe Fernández García.

### SigloXXI
El templo comenzó el siglo XXI con la celebración del V Centenario de la declaración de su Curato (1503-2003), motivo por el que se realizó la exposición El tesoro de la Concepción, en la que se expusieron importantes obras de orfebrería, esculturas pertenecientes a la parroquia, como las imágenes de la Inmaculada (1824) de Angelo Olivari o la Virgen del Tránsito (XVIII) o las tallas de Fernando Estévez, y los destacados lienzos de Cristóbal Hernández de Quintana, Gaspar de Quevedo y Juan de Miranda, que posee la parroquia.
En 2007 tuvo lugar la creación del museo de arte sacro ''El Tesoro de la Concepción', que alberga numerosas obras de arte, tanto pictórico como de escultura y orfebrería.

## Interior del Templo

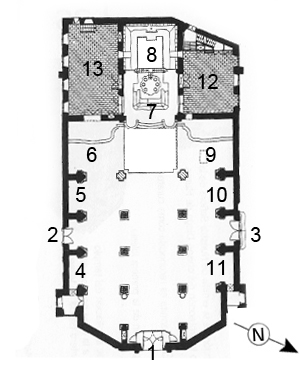
Plano del Templo
1- Puerta principal.
2- Puerta sur
3- Puerta norte
4- Capilla del Calvario
5- Capilla de la Candelaria
6- Cabecera de la Nave del Evangelio
7- Altar Mayor
8- Coro
9- Cabecera de la nave de la Epístola
10- Capilla de las Ánimas
11- Capilla de San Pedro
12- Sacristía Mayor
13- Museo de Arte Sacro

### Nave del Evangelio
La Nave del Evangelio se sitúa a la izquierda del templo. Al igual que la Nave del Evangelio, alberga en su estructura dos capillas laterales y una, más amplia, que se desarrolla en la cabecera. A sus pies, junto al cancel de la puerta principal, podemos hallar un hermoso cuadro de "La Inmaculada con San Ignacio de Loyola y San Francisco Javier", obra del pintor orotavense Gaspar de Quevedo, del siglo XVII.
- Batisterio

La torre sur o torre del reloj alberga en su interior, en su piso inferior, el Batisterio del templo, donde se encuentra la elegante pila de mármol del siglo XVIII y, en la pared, presidiendo un lienzo de pequeño formato de la Santísima Trinidad, obra del pintor Juan de Miranda, realizado hacia 1785.
- Capilla del Calvario

La Cofradía de la Santa Vera Cruz y Misericordia se trasladó a la Parroquia de la Concepción tras su fundación en el vecino Hospital de la Santísima Trinidad el 11 de junio de 1560, y con ella, también se trasladó su imagen titular: La bella esfigie del Santísimo Cristo de la Misericordia, una talla realizada en 1585 por el escultor Rui Díaz de Argumedo y que se sitúa en un retablo habilitado con los restos de uno anterior desmontado en 1768 Junto a él, en la hornacina central, se disponen las esfigies de Nuestra Señora de los Dolores y San Juan Evangelista, ambas obras del escultor José Luján Pérez y responden a la renovación escultórica que se vio sometida la Villa a principios del siglo XIX e impulsada por el obispo Tavira. La Dolorosa, de principios de siglo XIX, se presenta como uno de los trabajos más delicados del maestro grancanario, superior a otras piezas de similar iconografía. Respecto al evangelista, cabe destacar que se trata de una de las piezas más originales del artífice, que responde al encargo del mayordomo de la Concepción D. Antonio de Monteverde y Rivas, realizada hacia 1806.
Las hornacinas laterales albergan dos tallas destacadas del escultor Fernando Estévez. A la izquierda se encuentra la esfigie de Santo Tomás de Villanueva. Calificada de hermosa imagen por los frailes agustinos, fue realizada en 1816 para la Iglesia del convento de Nuestra Señora de Gracia y trasladada posteriormente a la Concepción tras el proceso desamortizador de 1835. A la derecha se sitúa la hermosísima imagen de Santa Lucía, mártir de Siracusa. Una talla que refleja el gusto italianizante, principalmente genovés, en la obra del artista villero, que ofrece una meticulosidad técnica, sobre todo en el exquisito tallado del cabello. Fue realizada con anterioridad a 1820, con el fin de sustituir a la anterior, que ya existía en 1604.
- Capilla de la Candelaria

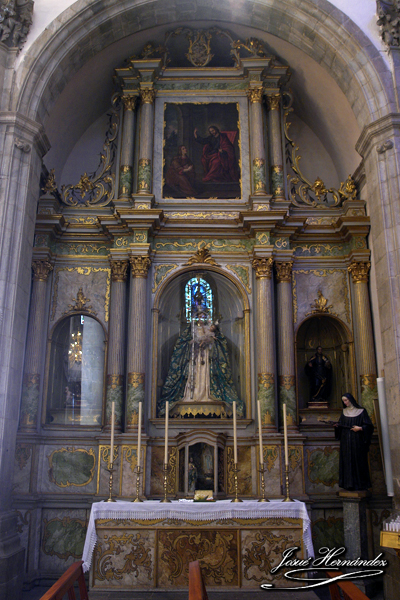
Capilla de La Candelaria

Durante los terremotos que asolaron la comarca de La Orotava, provocados por el volcán de Güímar a principios del siglo XVIII, el Ayuntamiento de la Villa de La Orotava acuerda realizar en 1705 voto solemne a la Virgen de Candelaria como promesa por cesar los temblores, de asistir a la celebración que se realizaba cada año en la Festividad de la Presentación en el Templo. Esta imagen primitiva sería sustituida posteriormente por la imagen que puede contemplarse en la hornacina central de la capilla actualmente.
Apodada "La cercana", se trata de una obra de Fernando Estévez, el primero de los tres trabajos que realizó bajo esta iconografía, datada de las primeras décadas del siglo XIX y que muestra un sereno ideal de belleza clasicista. Si bien, el Niño Jesús que porta en sus brazos no responde a este autor.
El retablo de corte neoclásico donde se encuentra la imagen responde al perteneciente al convento dominico de San Benito Abad y que fue instalado en el templo en 1852. En las hornacinas laterales se sitúan las imágenes de San Juan Nepomuceno y San Francisco de Borja, ambas tallas sevillanas de mediados del siglo XVIII.
- Cabecera de la Nave del Evangelio

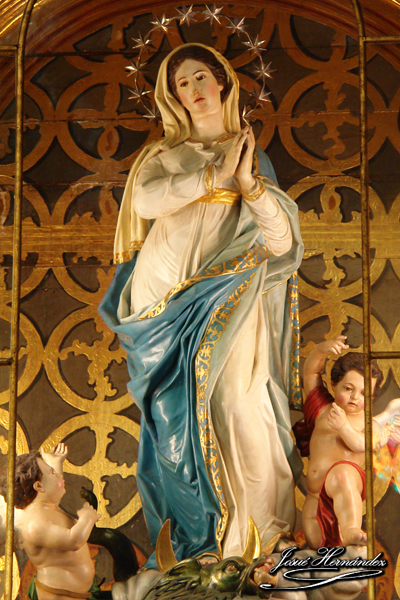
Inmaculada Concepción, destacada talla genovesa de idealizada belleza neoclásica

La capilla que conforma la cabecera de la Nave del Evangelio destaca por su retablo barroco de la Inmaculada Concepción. Recuperado del templo anterior, se trata del primitivo retablo mayor de la Parroquia, realizado entre 1689 y 1691. El primer cuerpo del retablo, compuesto por los relieves del La Anunciación y Los Desposorios de la Virgen, junto al sagrario con los Evangelistas, San Pedro y San Pablo, son obras del escultor Lázaro González de Ocampo. En segundo cuerpo, con los relieves de La Presentación de Cristo en el templo, la Asunción de la Virgen, y La Visitación de María, y el ático, con la Coronación de la Virgen, son obras del escultor Grabiel de La Mata. El retablo fue dorado y policromado en 1717.
En la hornacina destaca la soberbia y elegante talla de la Inmaculada Concepción de María, realizada en Génova por el escultor Angelo Olivari en 1822. Esta adquisición, bajo la destacada mayordomía de Monteverde y Rivas, fue encargada por la Cofradía de la Inmaculada y se trata de la mejor muestra de escultura neoclásica llegada a Canarias durante las primeras décadas del siglo XIX, que destaca por su idealizada belleza, de cuidadísimo perfil, y una composición realizada bajo un delicado clasicismo.
En la propia capilla, en la pared sur, también destaca por sí mismo la Urna Funeraria de D. Gaspar de Franchi, Marqués del Sauzal. Este monumental sarcófago de mármol de Carrara fue realizado en Génova en 1788 y lo componen tres Putti (con reloj de arena, con una tibia y con una guadaña respectivamente, esta última desaparecida) y el escudo de armas de la familia Franchi. Sin embargo, llegado el momento del fallecimiento del Marqués en 1813, no llegó a utilizarse, aun teniendo permiso del monarca Carlos IV para ser enterrado en el interior del Templo. En la inscripción de su base puede leerse:

Este enterramento esta destnado para el Marqves del Sauzal/ svs hjos svcesores y demás de sv familia en virtvd de {\displaystyle \scriptstyle R^{L}} Permiso.

En la capilla se encuentra la mesa de altar barroca que antes estaba situada en el Altar Mayor, y una "M" sobredorada alusiva al nombre de María en su anverso y con un relieve de la Inmaculada realizado en madera policromada en su reverso.

### Altar Mayor

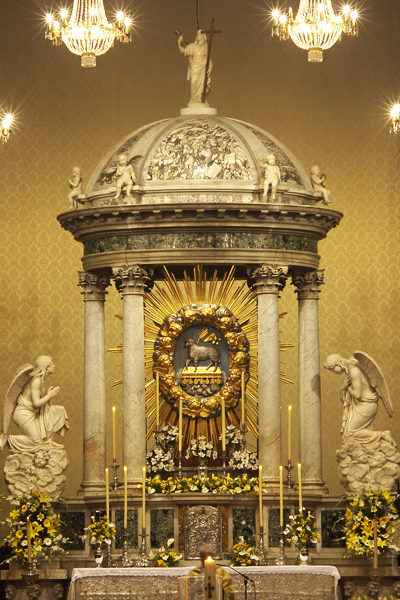
El Tabernáculo genovés del Altar Mayor

El presbiterio está situado bajo el cimborrio, en el cruce del transepto y por los cuatro pilares centrales, y junto a él, ascendiendo por tres escalones, la Capilla Mayor y el coro. La composición del Altar mayor, de notable estilo Neoclásico, responde a la nueva corriente ilustrada que arraigó con fuerza desde principios de siglo XIX en La Orotava. Así, bajo el plan ideado por el Obispo Tavira y el arquitecto Diego Nicolás Eduardo, se instaló en 1823 en la Capilla Mayor el Tabernáculo de mármoles que el artista Giuseppe Gaggini realizó en Génova el mismo año. Una pieza a forma de templete, compuesta por 8 columnas de orden corintio y rematadas por un cupulín con Puttis y coronado por la alegoría de la Fe. La estructura está flaqueada por dos ángeles (el de la Contemplación, a la izquierda y el de la Oración, a la derecha) sobre dos pedestales con relieves de cabezas de leones con coronas de flores de corte neoclásico. 
En la parte inferior, sobre la mesa de altar, se halla un sagrario con puerta de plata, realizado en 1822.
El centro del tabernáculo lo compone el Expositor del Santísimo, con relieve del Cordero apocalíptico y aureola de nimbos, ángeles y rayos, realizado en madera policromada, por Fernando Estévez en 1827. Este artista, quién pudo poseer una destacada colaboración en la renovación del templo, también realizó sobre 1823 las dos barandillas del presbiterio, en madera policromada imitando mármol y jaspes.
En uno de los pilares principales que sostienen el cimborrio, a la izquierda del presbiterio, está colocado el Púlpito genovés realizado también por el artista italiano Giuseppe Gaggini en 1823. La estructura la compone una hermosa figura de un ángel cariátide que sostiene el púlpito, con relieves en mármol de San Lucas Evangelista, San Juan Bautista y San Mateo Evangelista. El tornavoz y dosel fueron realizados en La Orotava en 1915, por el maestro de obras Diego Álvarez, con relieves de Adán Bello y con jaspeados al óleo de Benjamín Sosa.
La verja artística de hierro que limita el presbiterio fue realizada en Londres en el año 1822, y estrenada solemnemente con el tabernáculo y el púlpito el 28 de septiembre de 1823.

### Nave del Evangelio
- Cabecera de la Nave de la Epístola

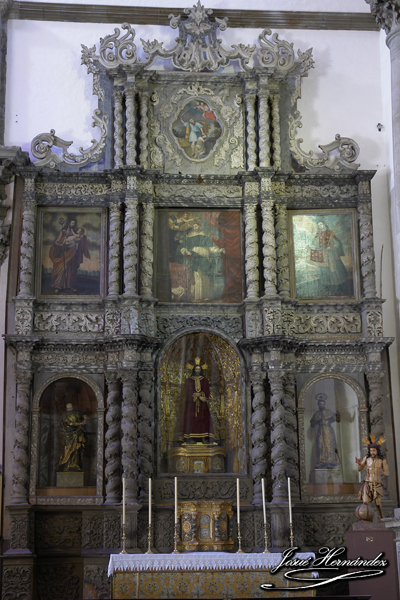
Retablo del Señor Preso

La capilla situada en la cabecera de la Nave de la Epístola está presidida por el retablo barroco del Señor Preso. Al igual que el de la Inmacualada, fue recuperado del templo anterior. Se trata de una obra anónima del siglo XVII, donde en el primer cuerpo se sitúa, en una hornacina central, la talla del conocido como el Señor Preso, que representa a Cristo maniatado en su prendimiento, obra atribuida a Blas García Ravelo (1616-1680), del siglo XVII. Actualmente, se sitúan junto a la imagen, en las hornacinas de las calles laterales, las tallas de San Ignacio de Loyola y San Francisco Javier, ambas piezas sevillanas llegadas en torno a 1764, del círculo de Benito de Hita y Castillo. En segundo cuerpo presenta tres óleos sobre lienzo (de derecha a izquierda) con San José, Anónimo del XVIII; Santo Domingo de Guzmán, de Gaspar de Quevedo (siglo XVII) y El Martirio de San Esteban, anónimo del siglo XVIII. El ático está decorado con el lienzo de El Sacrificio de Isaac, anónimo del XVIII.
La capilla contiene también un lienzo de Las Negaciones de San Pedro, obra anónima del siglo XVII, y un cuadro de Ánimas del círculo de Juan de Miranda, realizado hacia 1781, que presidía el primitivo retablo de Ánimas, actualmente del Sagrado Corazón de Jesús.

## Galería de imágenes

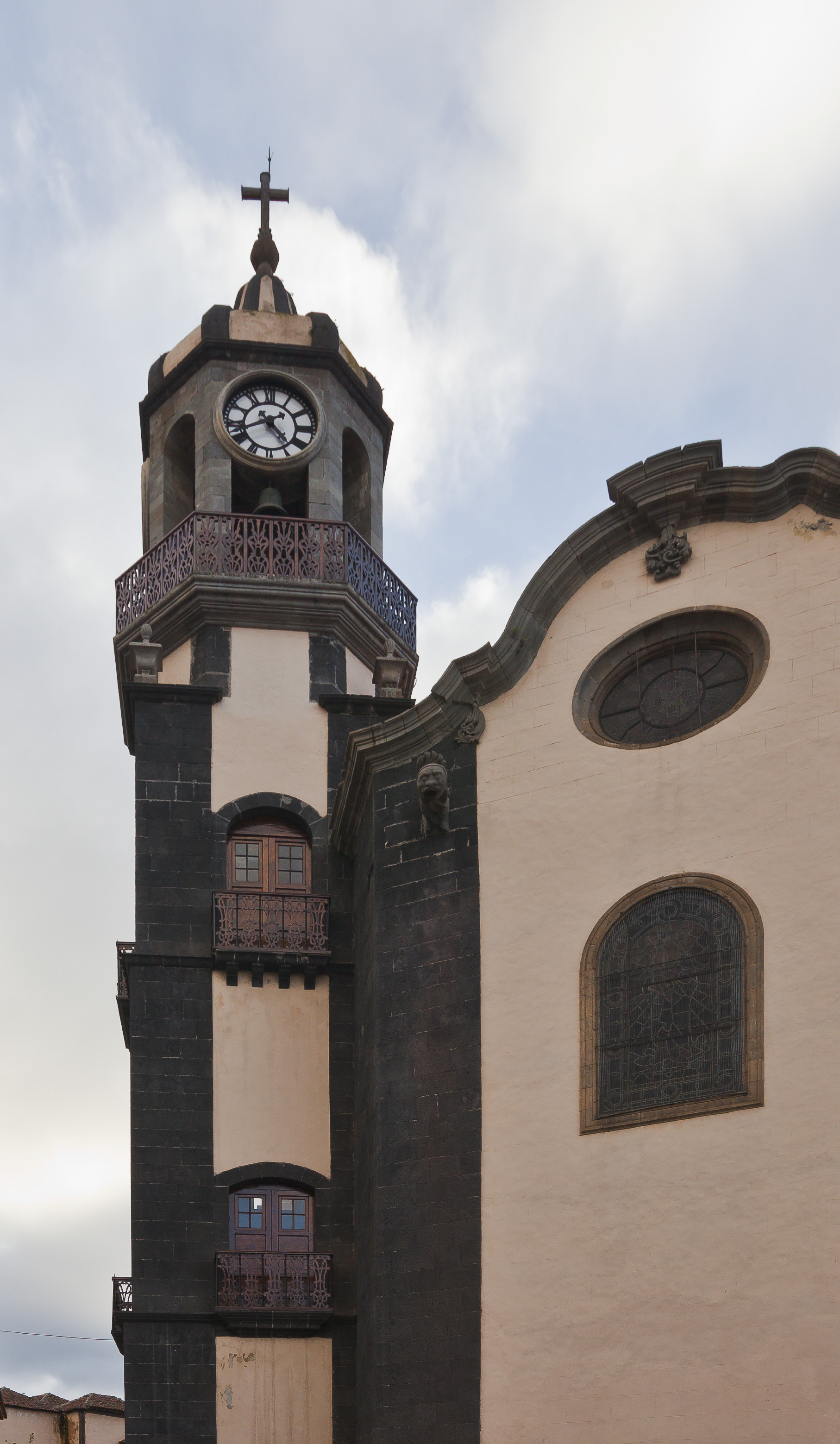
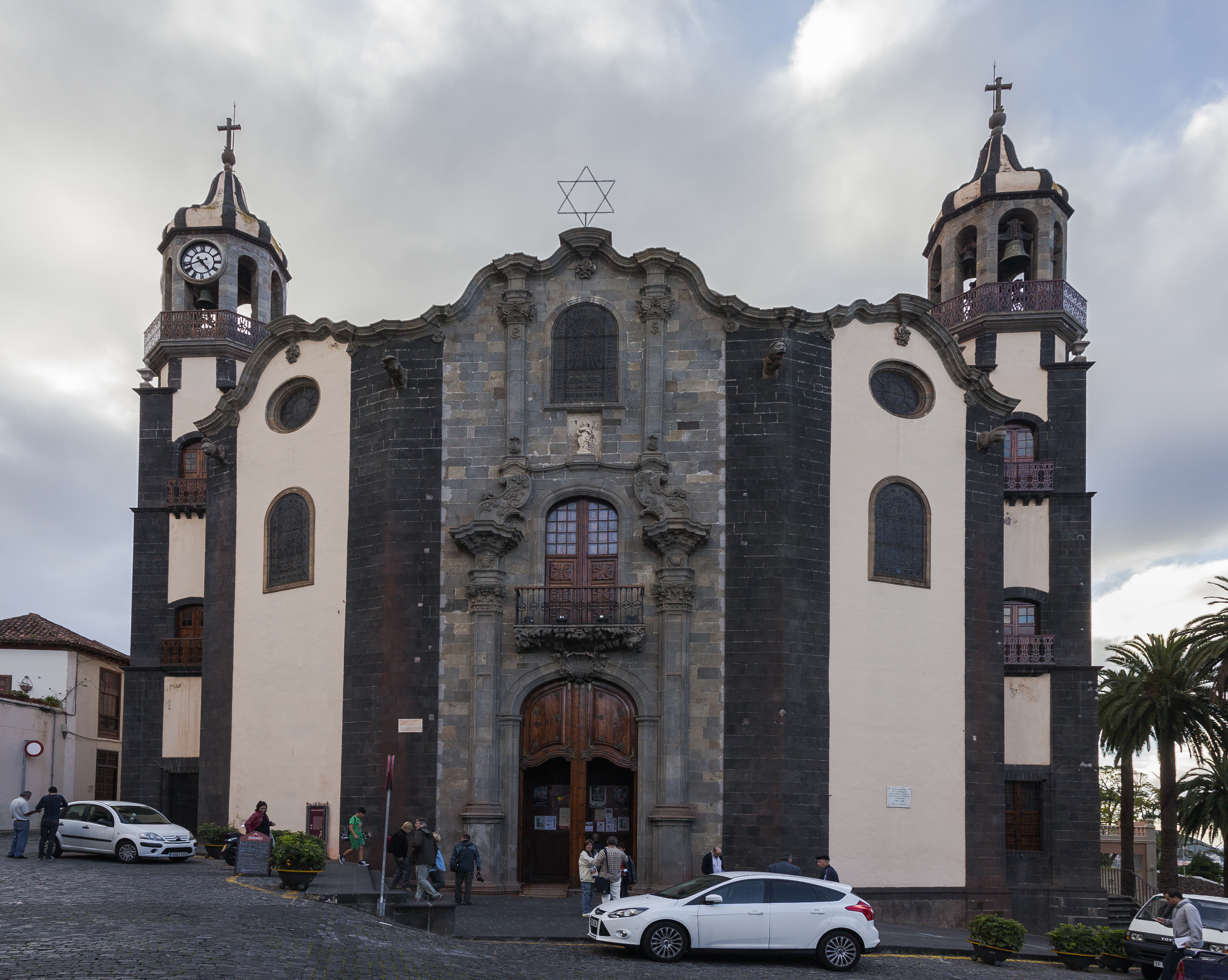
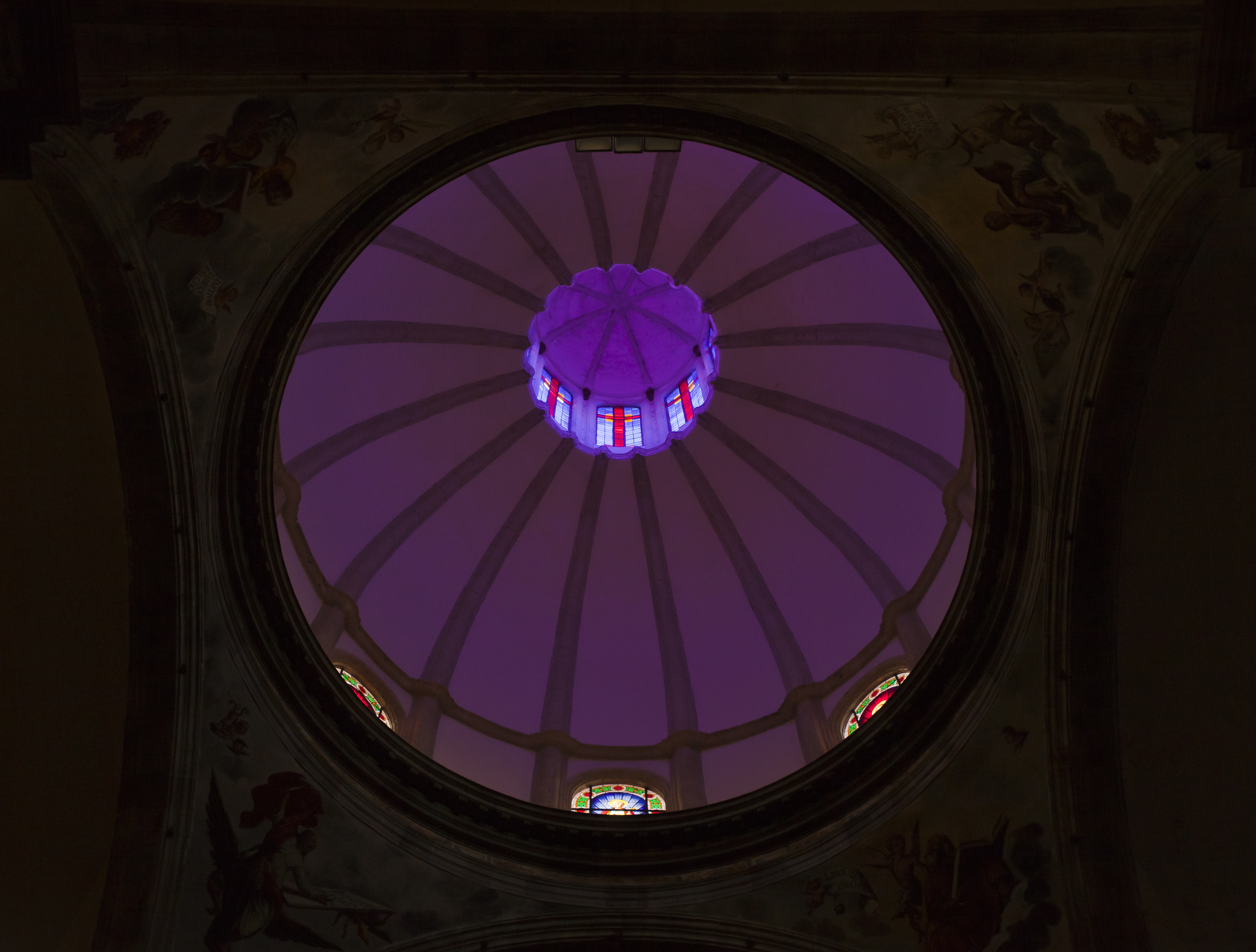
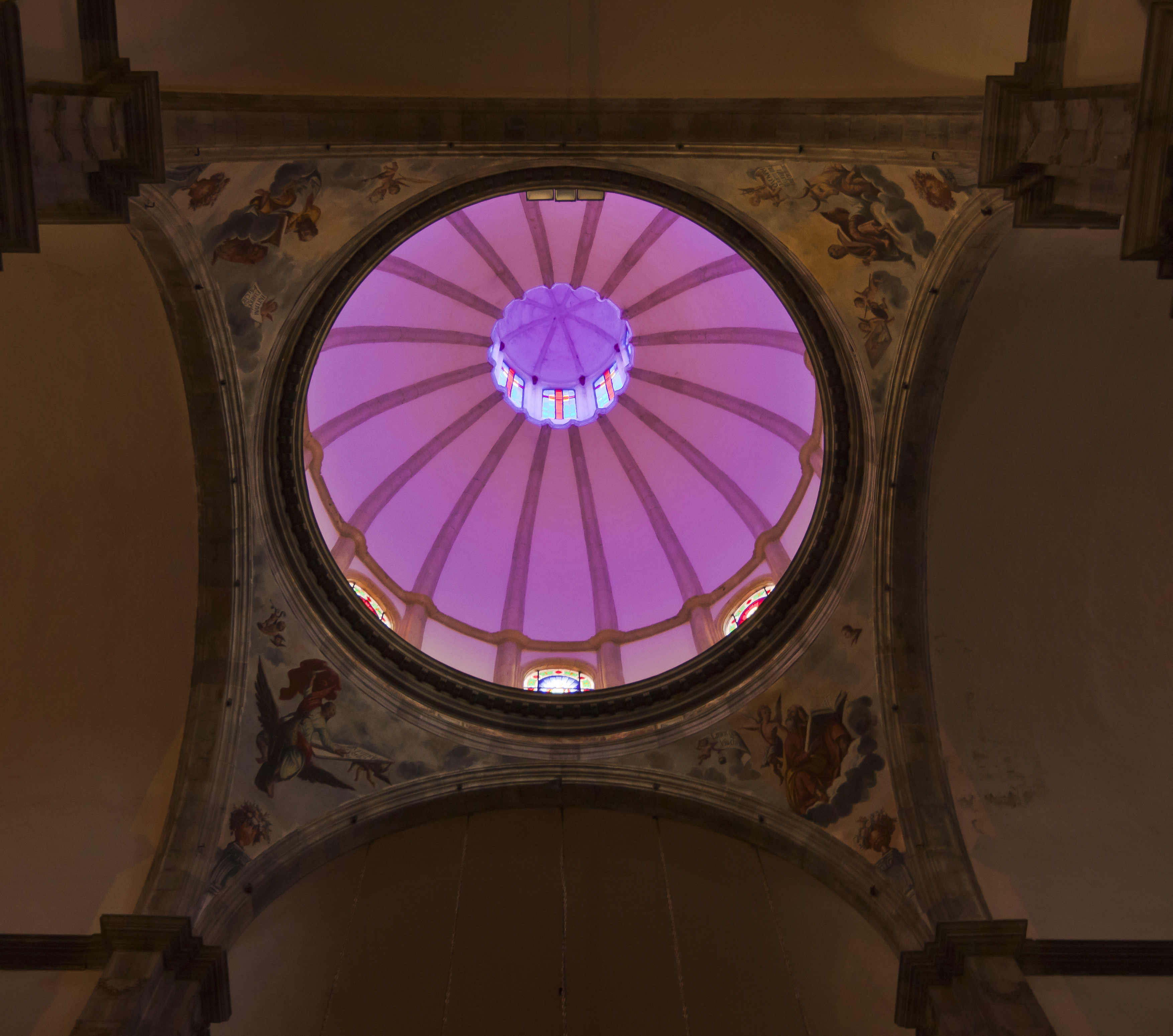
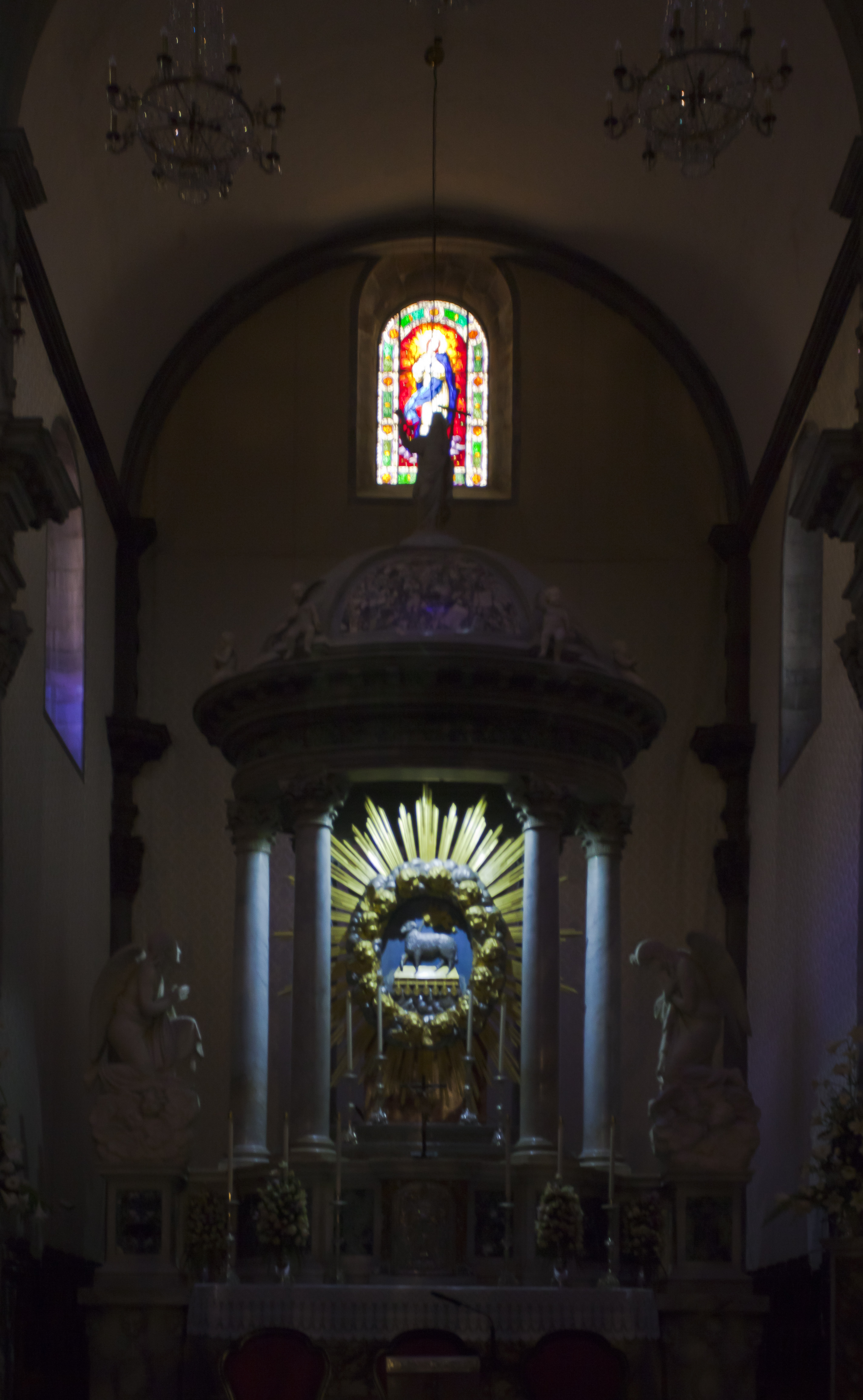
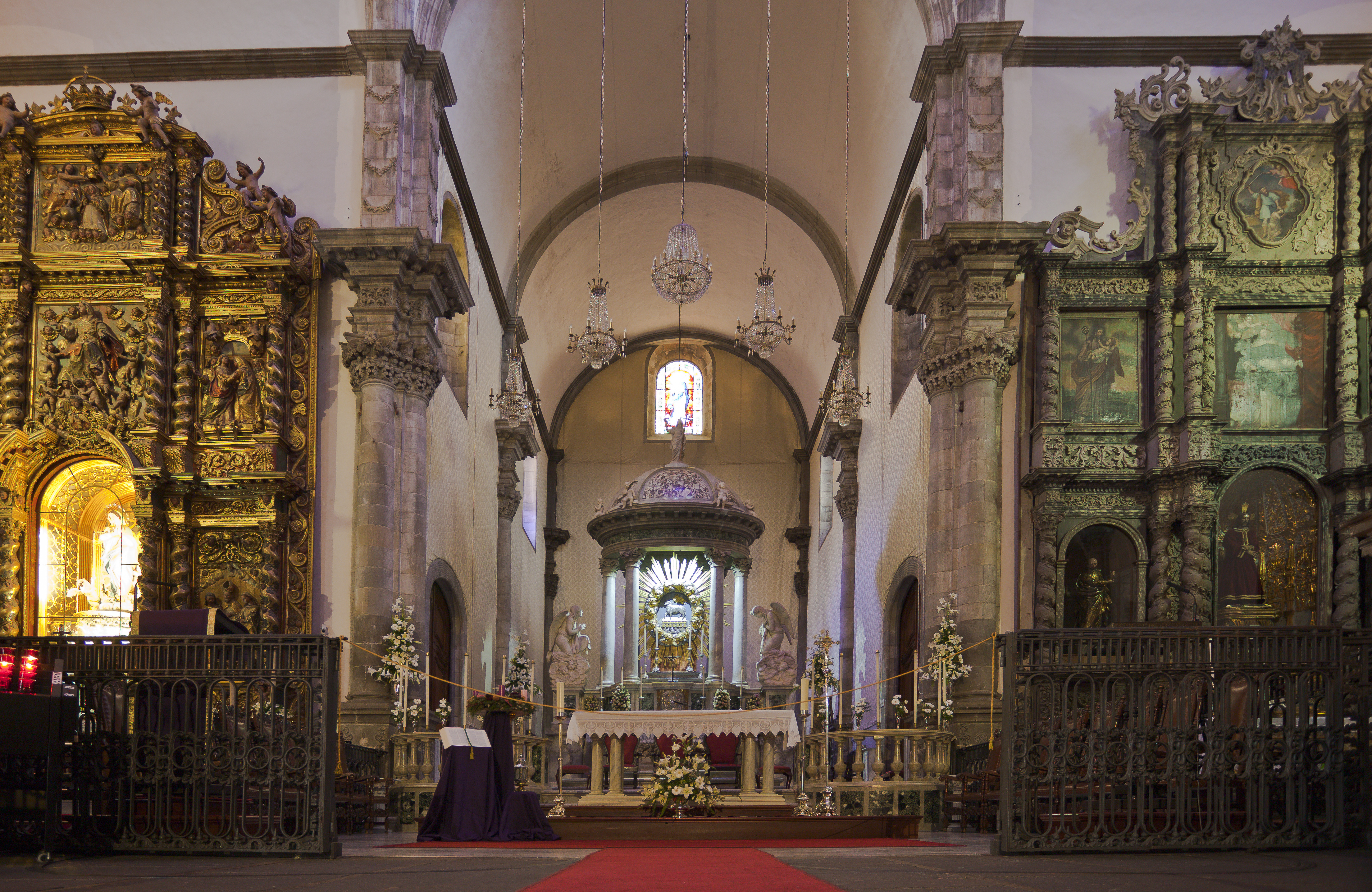
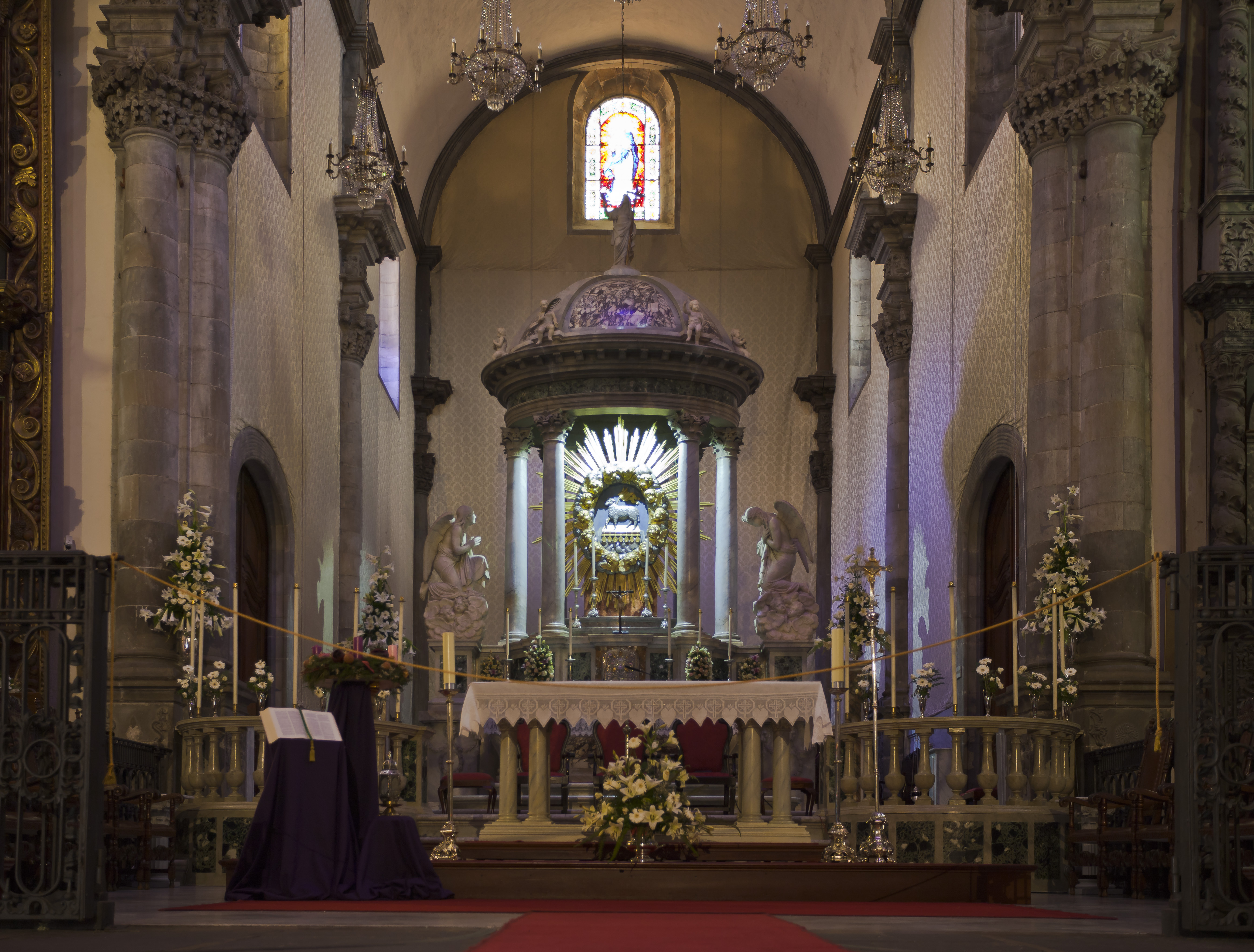
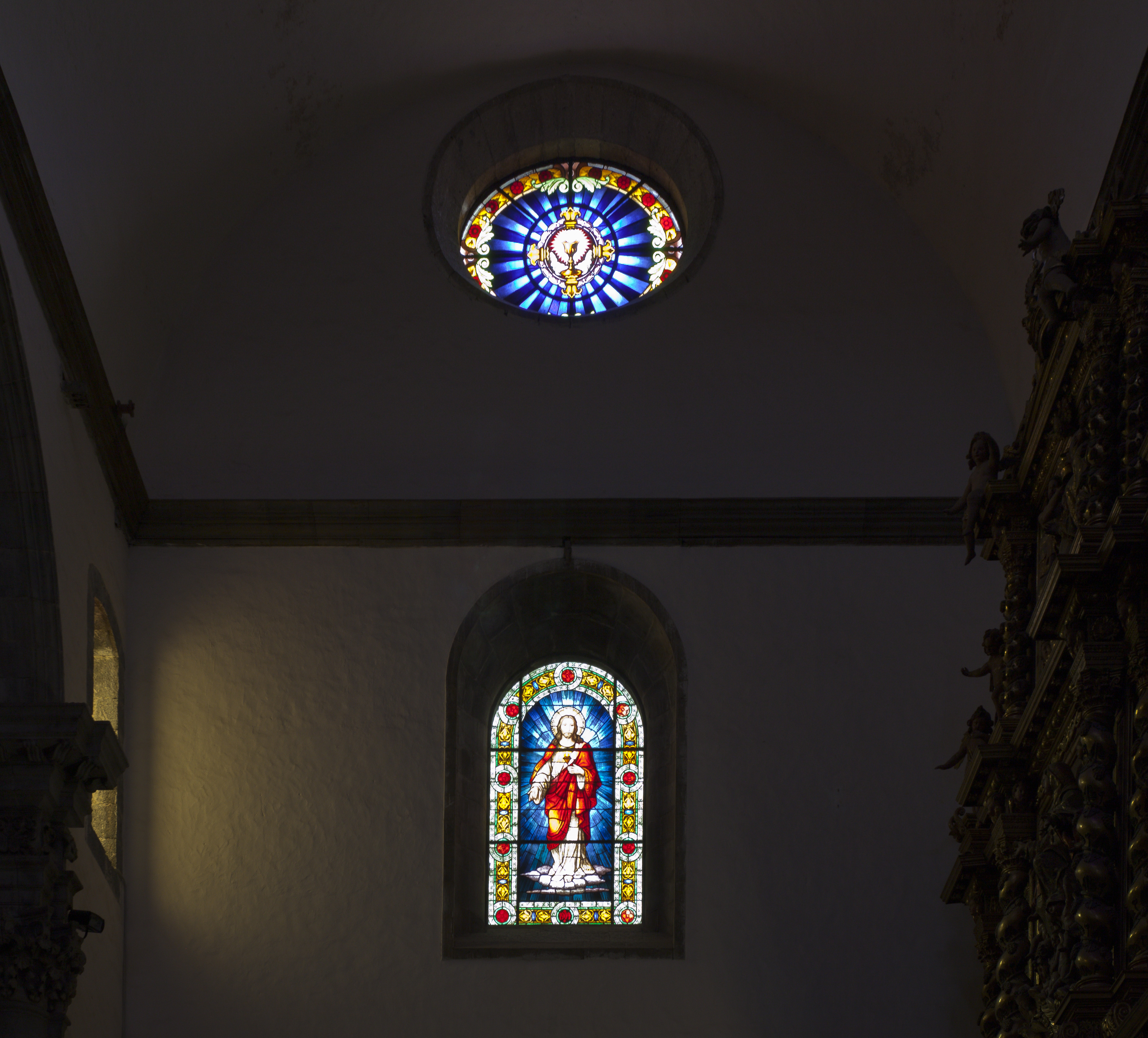
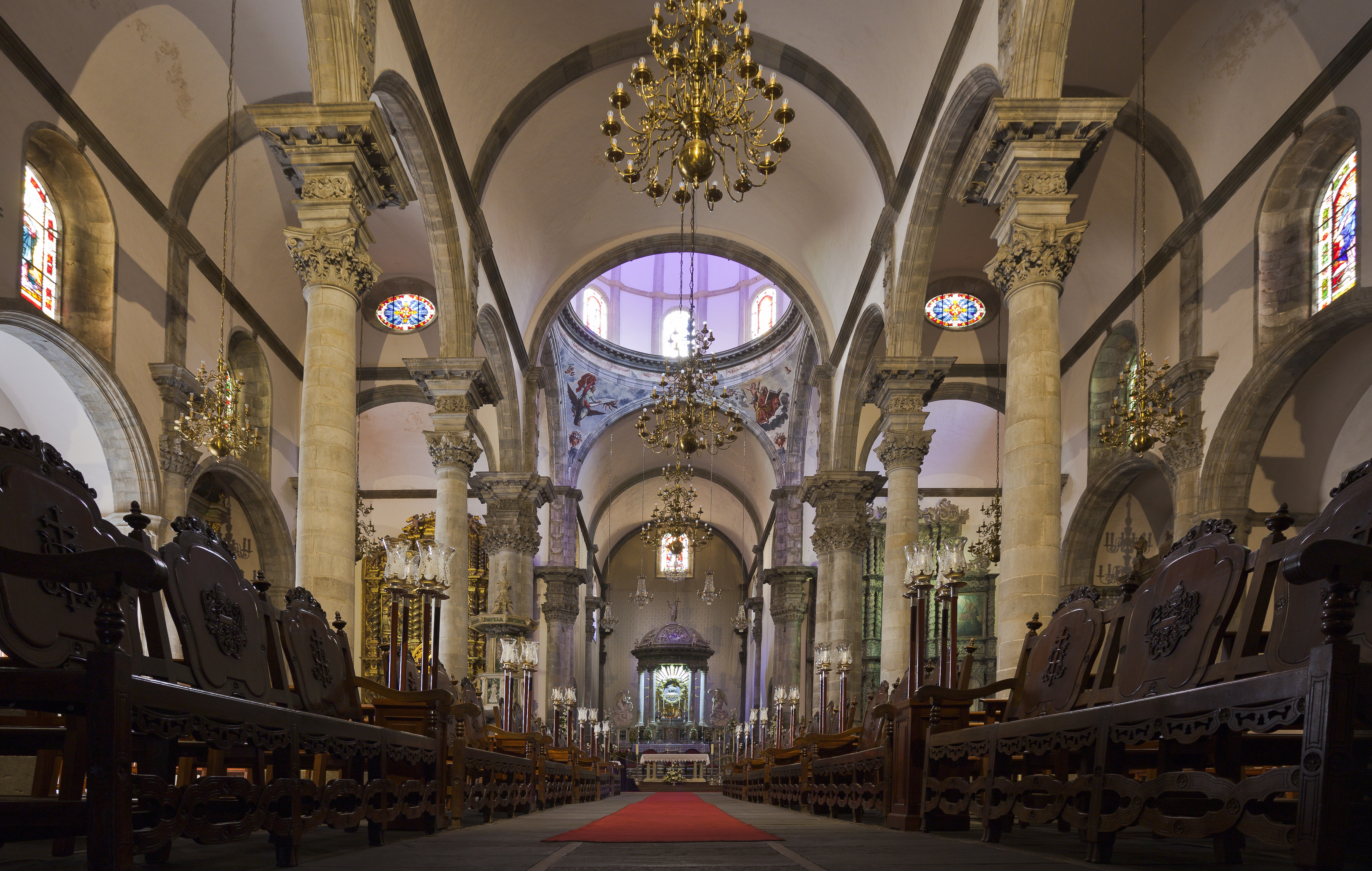
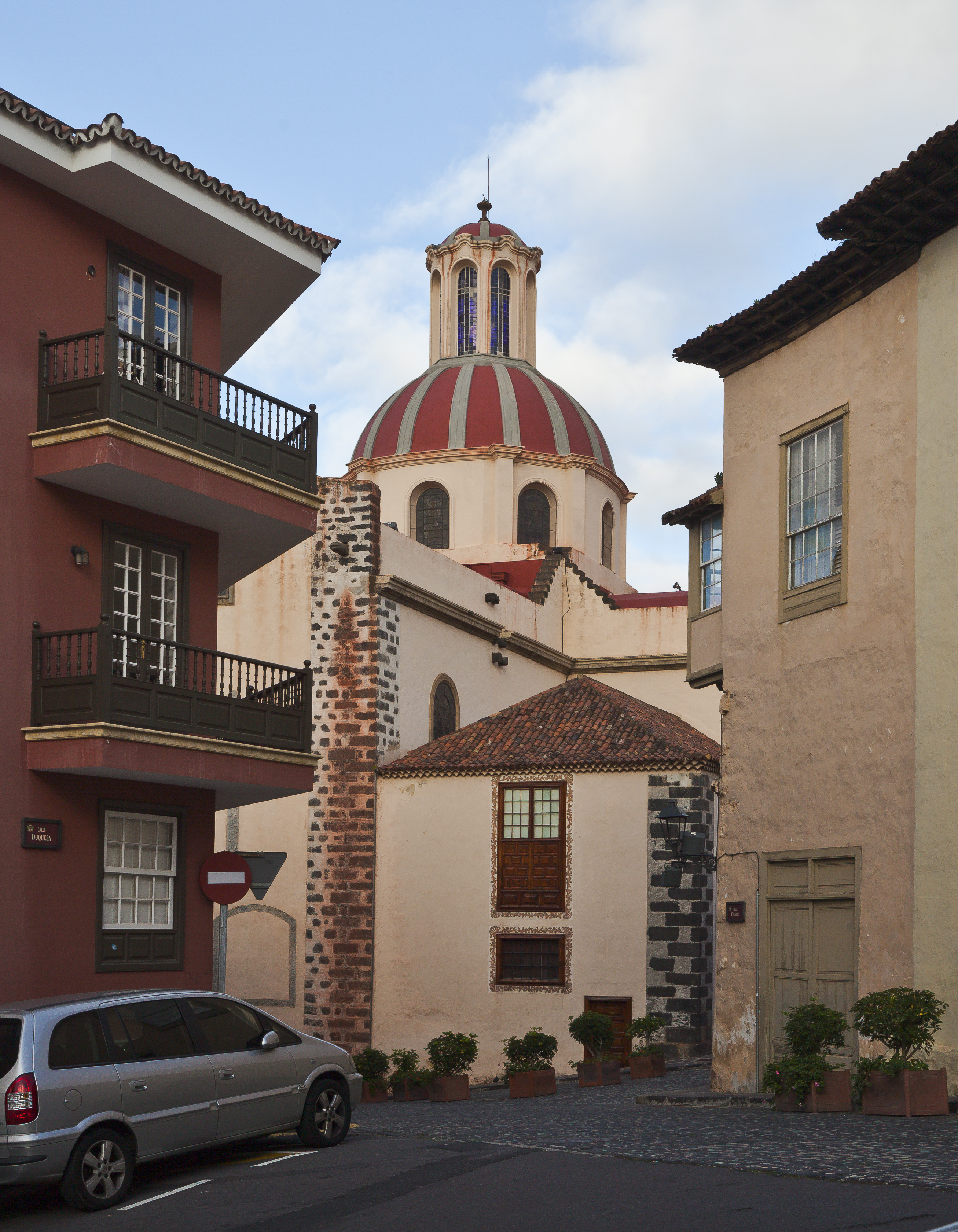